# Эль-Кахон
Эль-Кахон (исп. El Cajon) — город, расположенный в округе Сан-Диего (штат Калифорния, США) с населением 99 478 человек по статистическим данным переписи 2010 года.

## География
По данным Бюро переписи населения США Эль-Кахон имеет общую площадь в 37,381 квадратных километров, водных ресурсов в черте города не имеется.

## Демография
| Год переписи                                           | Нас.   |       | %±     |
| ------------------------------------------------------ | ------ | ----- | ------ |
| 1920                                                   | 469    |       | —      |
| 1930                                                   | 1050   |       | 123,9% |
| 1940                                                   | 1471   |       | 40,1%  |
| 1950                                                   | 5600   |       | 280,7% |
| 1960                                                   | 37618  |       | 571,8% |
| 1970                                                   | 52273  |       | 39%    |
| 1980                                                   | 73892  |       | 41,4%  |
| 1990                                                   | 88693  |       | 20%    |
| 2000                                                   | 94869  |       | 7%     |
| 2010                                                   | 99478  |       | 4,9%   |
| 2016                                                   | 103768 | [ 4 ] | 4,3%   |
| 1920–2016 Источники: 1920—1970, 1980—1990, 2000, 2010. |        |       |        |

По данным переписи населения 2010 года в Эль-Кахоне проживало 99 478 человек. Средняя плотность населения составляла около 2661,2 человек на один квадратный километр.
Расовый состав города по данным переписи распределился следующим образом: 68 897 (69,3 %) — белых, 6306 (6,3 %) — чёрных или афроамериканцев, 3561 (3,6 %) — азиатов, 835 (0,8 %) — коренных американцев, 495 (0,5 %) — выходцев с тихоокеанских островов, 12 552 (12,6 %) — других народностей, 6832 (6,9 %) — представителей смешанных рас. Испаноязычные или латиноамериканцы составили 28,2 % от всех жителей (28 036 человек).
Население по возрастному диапазону по данным переписи распределилось следующим образом: 25 571 человек (25,7 %) — жители младше 18 лет, 11 250 человек (11,3 %) — от 18 до 24 лет, 14 605 человек (14,7 %) — от 25 до 34 лет, 20 012 человек (20,1 %) — от 35 до 49 лет, 17 110 человек (17,2 %) — от 50 до 64 лет и 10 930 человек (11 %) — в возрасте 65 лет и старше. Средний возраст жителей составил 33,7 года. Женщины составили 51,1 % (50 846 человек) от всех жителей города, мужчины 48,9 % (48 632 человек).